# Thomas Homer-Dixon
Thomas Homer-Dixon (Victoria, 1956) è un politologo canadese.

## Biografia
È direttore del Trudeau Centre for Peace and Conflict Studies alla University of Toronto oltre che uno dei più importanti ricercatori nel campo della sicurezza ambientale.
Ha conseguito una laurea di primo livello alla Carleton University nel 1980 e un dottorato in relazioni internazionali e politiche di difesa e controllo delle armi al Massachusetts Institute of Technology (MIT) nel 1989.
È stato tra i consiglieri di Al Gore ai tempi in cui questi era vicepresidente degli Stati Uniti d'America.

## Pubblicazioni
- Environmental Scarcity and Global Security, New York, Foreign Policy Association, 1993, ISBN 0-87124-152-8.
- Population and Conflict, Liegi, International Union for the Scientific Study of Population, 1994, ISBN 2-87108-032-1.
- Ecoviolence: Links among Environment, Population, and Security, Lanham, Rowman and Littlefield, 1998, ISBN 9780847688692. (con Jessica Blitt)
- Environment, Scarcity, and Violence, Princeton, Princeton University Press, 1999, ISBN 0-691-02794-3.
- The Ingenuity Gap, New York, Knopf, 2000, ISBN 0-375-40186-5.
- The Upside of Down: Catastrophe, Creativity, and the Renewal of Civilization, Toronto, Knopf, 2006, ISBN 0-676-97722-7.
- Carbon Shift: How Peak Oil and the Climate Crisis Will Change Canada (and Our Lives), Toronto, Vintage Canada, 2010, ISBN 978-0-307-35719-9.
- Commanding Hope: The Power We Have to Renew a World in Peril., Toronto, Knopf Canada, 2020, ISBN 978-0307363169.